# Xenia stellifera
Xenia stellifera is een zachte koraalsoort uit de familie Xeniidae. De koraalsoort komt uit het geslacht Xenia. Xenia stellifera werd in 1977 voor het eerst wetenschappelijk beschreven door Verseveldt. 